# Peperomia dahlstedtii
Peperomia dahlstedtii är en pepparväxtart som beskrevs av C. Dc.. Peperomia dahlstedtii ingår i släktet peperomior, och familjen pepparväxter. Inga underarter finns listade i Catalogue of Life.